# Donald Stewart, I baronetto
Sir Donald Martin Stewart, I baronetto (Forres, 1º marzo 1824 – Algeri, 26 marzo 1900), è stato un militare britannico.

## Biografia
Stewart nacque a Mount Plesant, presso Forres, nel Moray, Scozia; suo padre era rettore dell'Università di Aberdeen nella quale studiò egli stesso dopo aver frequentato le scuole a Findhorn, Duftown ed Eligin. Intraprese la carriera militare come ufficiale, venendo commissionato nel 1840 nell'Armata del Bengala e tra il 1854 e il 1855 partecipò alle battaglie contro i Mohmand in Afghanistan e in Pakistan.
Durante la Ribellione Indiana del 1857 fece parte dello Stato Maggiore britannico a Delhi e a Lucknow e successivamente partecipò alla campagna del Rohilkhand, dove ricevette i gradi di maggiore e tenente colonnello. Nel 1867 partecipò alla spedizione in Abissinia e l'anno seguente fu promosso maggior generale. Riorganizzò la colonia penale delle isole Andamane sull'isola di Ross, della quale divenne commissario capo nel 1872, dopo che Richard Bourke, VI conte di Mayo, viceré dell'India, venne assassinato a Port Blair nelle Andamane; nel 1877 venne promosso tenente generale e gli venne affidato il comando di Lahore.
Nel 1878 divenne comandante dell'esercito britannico nel Kahandar durante la seconda guerra anglo-afghana; per questa campagna raccolse 13 000 uomini dal Multan e dal Punjab; avanzò attraverso il passo di Bolan per Quetta, per arrivare a Kandahar. La sua avanzata fu incontestata, ma i suoi uomini si trovarono in condizioni estremamente provate, causate dal clima e del terreno difficile, quando finalmente giunsero a Kahandar l'8 gennaio 1879.
Nel marzo 1880 comandò l'avanzata britannica da Kandahar verso Kabul, affrontando e sconfiggendo con forse numericamente inferiori gli afghani ad Ahmed Khel e ad Arzu. Dopo essere entrato nel Consiglio del governatore dell'India nell'ottobre di quell'anno, divenne il comandante supremo delle truppe britanniche in Afghanistan (East India) l'8 aprile 1881. Dopo la sconfitta a Maiwdan, quando le truppe britanniche del comandante Burrows furono clamorosamente battute dagli afghani di Ayub Khan, Stewart inviò parte delle truppe che lo avevano accompagnato nella marcia fino a Kabul con il maresciallo Frederick Roberts, che riuscì a ottenere una schiacciante vittoria contro Ayub Khan alla battaglia di Kandahar il 1º settembre 1880. A seguito, ritornò in India con parte delle sue truppe attraverso il passo di Khyber. Quest'impresa gli valse la nomina a baronetto da parte del Parlamento e l'Ordine del Bagno. Nel 1881 divenne Comandante in Capo dell'India e divenne membro del Consiglio della Segreteria di Stato.
Nel 1885 ricevette l'Ordine della Stella d'India e nove anni dopo il titolo di maresciallo di campo; fu governatore del Royal Hospital Chelsea dal 1895 al 1900. Morì ad Algeri e fu inumato nel cimitero di Brompton, a Londra. Nel 1847 aveva sposato Davina Marine; ebbero due figli e tre figlie.